# Sten Hedman (född 1942)
Sten Erik Hedman, född 4 mars 1942 i Stockholm, är en svensk tidningsman.

## Biografi
Hedman är son till disponent Yngve Hedman (1894–1962) och Rut, född Lilja. Efter realexamen fick Hedman tjänst som reporter vid Skaraborgs läns tidning och hade flera kortare anställningar, bland annat ett år på Radio Nord innan han 1964 anställdes vid Expressen. Han blev 1967 knuten till tidningen Se, vars chefredaktör han var under några år på 1970-talet. 1975 började han på Damernas värld, där han sedermera var andreredaktör och tillfällig ansvarig utgivare.
Hedman blev sedan knuten till Se & Hör, där han framför allt rapporterade om kungligheter.